# La trilogia di Giuseppe
La trilogia di Giuseppe (Josephus-Trilogie) è una raccolta di tre romanzi storici in lingua tedesca di Lion Feuchtwanger pubblicati singolarmente dal 1932 al 1942 e dedicati alla vita dello storiografo ebreo Flavio Giuseppe dal suo arrivo a Roma (nel 64 d.C.) fino alla sua morte, per Feuchtwanger avvenuta attorno al 107 d.C.

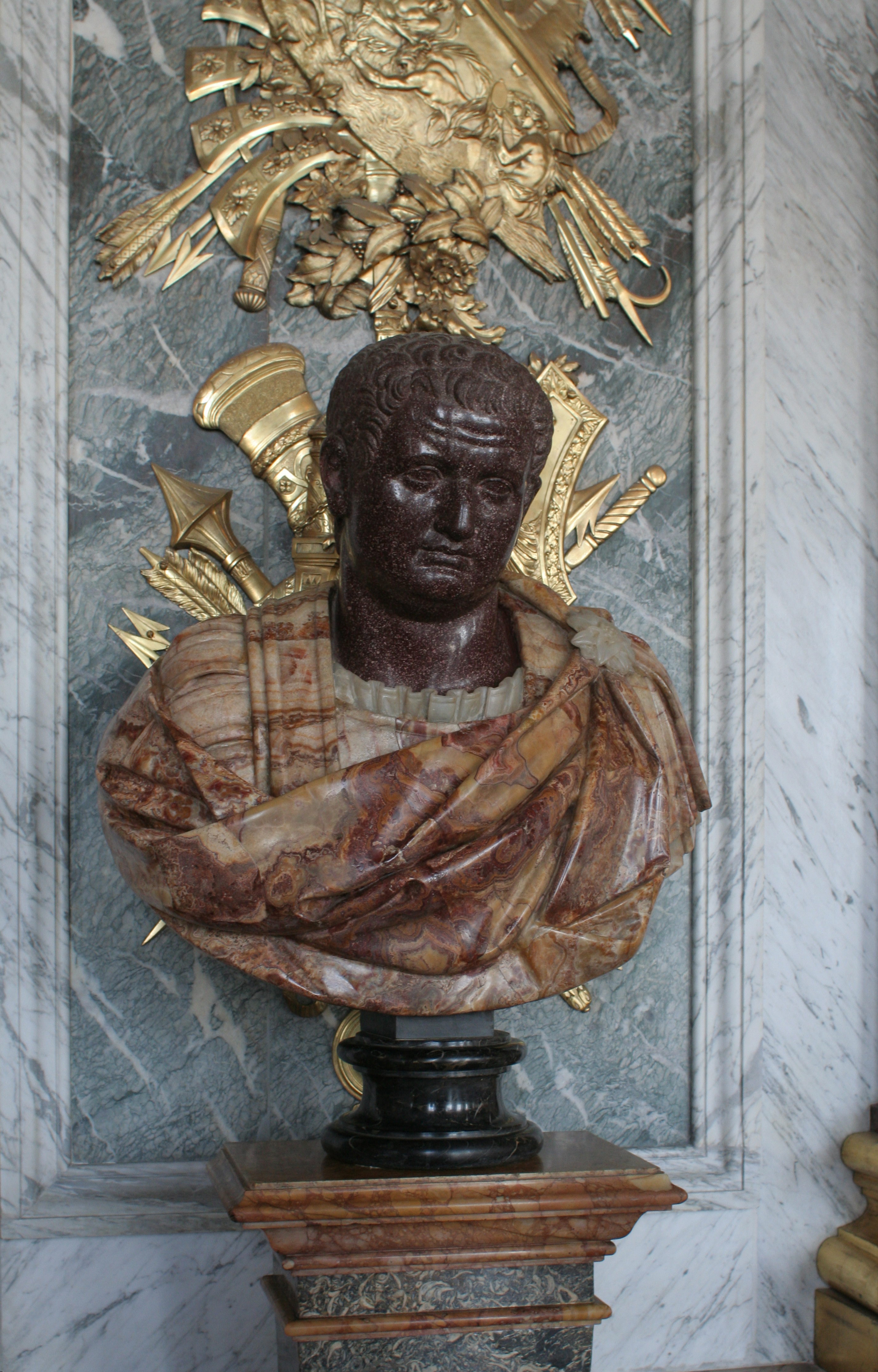
Busto di Tito (Reggia di Versailles, Versailles)

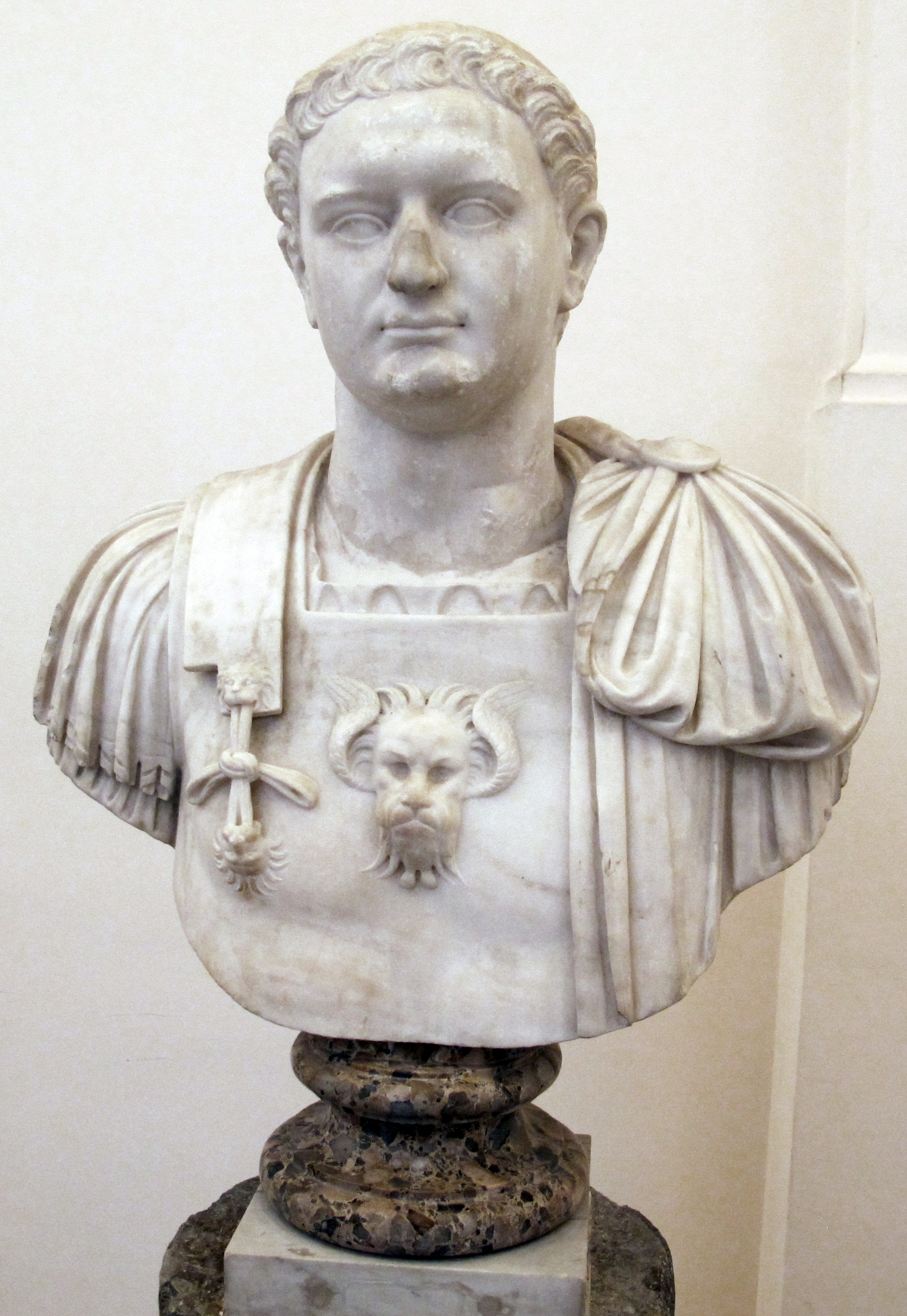
Busto di Domiziano (Napoli)

## Romanzi
- Der jüdische Krieg (titolo in italiano: La fine di Gerusalemme[1]) scritto in Germania e pubblicato a Berlino nel 1932[2]
- Die Söhne (letteralmente: "I figli"; titolo in italiano: Il giudeo di Roma[3] o L'ebreo di Roma[4]), scritto durante l'esilio in Francia e pubblicato ad Amsterdam dalla casa editrice Querido Verlag nel 1935[5]
- Der Tag wird kommen (titolo italiano: Il giorno verrà) scritto anch'esso durante l'esilio in Francia, inviato all'editore Gottfried Bermann Fischer di Stoccolma tramite il consolato USA di Marsiglia quando l'autore era già stato internato nel campo di Les Milles[6] e pubblicato a Stoccolma dalla Bermann Fischer Verlag nel 1942[7]; quest'ultimo volume fu pubblicato nel 1954 dall'editore Greifenverlag di Rudolstadt (DDR) col titolo Das gelobte Land (letteralmente: "La terra promessa")[8]

## Storia editoriale
Nell'epilogo del secondo romanzo, Feuchtwanger afferma che La trilogia di Giuseppe era stata progettata fin dall'inizio in più volumi, ma che il materiale successivo a La fine di Gerusalemme, il primo romanzo della trilogia, fu perso nel marzo 1933 quando i nazisti saccheggiarono la sua casa a Berlino. L'esame dei diari inediti di Feuchtwanger non mostrano tuttavia che Feuchtwanger avesse intenzione di continuare La fine di Gerusalemme, e che il proseguimento fu intrapreso durante l'esilio in Francia. Pertanto la Trilogia di Giuseppe è stata scritta in circostanze molto diverse, sia prima che durante l'esilio. La trilogia è comunque la principale opera di Feuchtwanger durante l'esilio. Inoltre non è semplicemente una biografia romanzata di Flavio Giuseppe, ma un'opera che risente delle discussioni sviluppate dapprima durante la Repubblica di Weimar e successivamente nell'emigrazione durante il Terzo Reich, su assimilazione / sionismo, nazionalismo / cosmopolitismo, democrazia / dittatura. Per Wlodek Goldkorn, Feuchtwanger si identificava con Flavio Giuseppe, se non altro perché professava il cosmopolitismo come un modo di vivere e pensare. La posizione di Feuchtwanger su questi temi non rimane ferma, ma cambia profondamente durante l'esilio.

## Trama
L'opera ripercorre la vita di Giuseppe ben Mattia (in seguito Flavio Giuseppe) dal suo arrivo a Roma dalla nativa Giudea nel 64 d.C., fino alla sua morte. La prima parte del romanzo è basata soprattutto su due opere di Giuseppe: La Guerra giudaica e L'Autobiografia. Giunto a Roma nel 64 in missione alla corte imperiale per conto del Gran Consiglio di Gerusalemme per difendere tre membri del Gran Consiglio deportati ingiustamente per ordine del procuratore Felice, Giuseppe ottenne un notevole successo grazie all'appoggio di Poppea, moglie di Nerone. Rientrato in patria nel 66, benché privo di esperienza militare venne mandato dal Gran Consiglio a servire come comandante in capo delle forze del Nord, e poté a stento sfuggire al massacro che seguì la presa della cittadella di Iotapata. Condotto prigioniero davanti a Vespasiano, applicò a quest'ultimo le profezie messianiche predicendogli l'avvento al potere, per cui Vespasiano, una volta imperatore, gli rese la libertà e lo protesse, tanto che Giuseppe aggiunse al suo nome il gentilizio (Flavio) dell'imperatore. Giuseppe assistette, nelle file romane, all'assedio di Gerusalemme e alla caduta della città. Fermo restando l'imperialismo duro dei Romani, per Giuseppe la distruzione della città e lo spaventoso massacro che ne conseguì fu dovuto in gran parte al fanatismo nazionalistico degli estremisti ebraici che fecero fallire ogni possibile accordo. Giuseppe dedicò quindi la sua attività di studioso alla divulgazione della storia e della cultura ebraica.

I due romanzi successivi sono ambientati rispettivamente durante il regno di Tito e durante quello di Domiziano. Il cosmopolitismo di Giuseppe consiste nel sostenere la fusione dell'Ebraismo con Cultura greca all'interno dell'Impero romano. Il secondo romanzo, Il giudeo di Roma, tratta della vita di Giuseppe nella diaspora, dei rapporti sociali difficili con gli altri ebrei, dei complessi rapporti familiari con i figli: Simone, il figlio avuto con la prima moglie, l'ebrea Mara, e Paolo e Mattia, i due figli avuti con la seconda moglie, l'egizia Dorion. La terza parte (Il giorno verrà, ribattezzato nell'edizione inglese Josephus and the Emperor) si svolge sotto l'imperatore Domiziano, la cui azione politica sembra somigliare alla teologia politica di Carl Schmitt. Giuseppe deve subire una duplice perdita: la morte dei suoi figli, in particolare l'uccisione del prediletto figlio Mattia ad opera di Domiziano, e la perdita del suo ideale politico sincretistico di abolizione delle barriere etniche e culturali. Nel romanzo, lo stesso Giuseppe viene ucciso in Galilea nell'anno 107 d.C. mentre tenta di raggiungere una banda ebraica ribelle sotto l'egida del giovane rabbino Akiva (nella realtà storica, Akiva fu sostenitore di Simon Bar Kokheba, il comandante della Terza guerra giudaica nel 132-135 d.C.). La terza parte contiene un memorabile ritratto  dell'imperatore Domiziano, dal quale «si irradia il fascino gelido del potere assoluto»; per Ritchie Robertson quello di Domiziano potrebbe corrispondere al ritratto di Stalin, incontrato personalmente da Feuchtwanger in URSS nel 1937.

## Edizioni
- La trilogia di Giuseppe, traduzione di Ervino Pocar, Milano, Mondadori, 1933-1949, SBN RAV0067314.
- (DE) Josephus Trilogie, Frankfurt am Main, Fischer Taschenbuch Verlag, 1982, ISBN 3-596-25707-7.
- (DE) Josephus Trilogie, Berlin ; Weimar, Aufbau-Verlag, 1998, ISBN 3-351-01755-3.